# The Happenings
The Happenings fue un grupo estadounidense de música pop formado en 1961. 

## Historia
Los miembros del grupo original, creado en la primavera de 1961 e inicialmente llamado "The Four Graduates" porque todos acababan de graduarse en la escuela secundaria de Paterson (Nueva Jersey), eran Bob Miranda, David Libert, Tom Giuliano y Ralph DiVito. En 1968, DiVito fue reemplazado por Bernie LaPorta y Lenny Conforti se unió para tocar la batería en las giras de la banda. Tanto LaPorta como Conforti se tomaron un descanso de la banda del norte de Nueva Jersey, Emerald Experience, para tocar y hacer una gira con los Happenings. Esa formación actuó principalmente en colegios y universidades hasta 1970, cuando Libert dejó la banda para convertirse en representante de otros grupos, incluidos George Clinton, Parliament, Funkadelic, Living Color, Brian Auger, Vanilla Fudge, the Runaways ( Cherie Currie, Joan Jett, Lita Ford )., Mother's Finest, Alice Cooper y Evelyn "Champagne" King.
El grupo fue concebido como una cover band y en gran medida, su éxito comercial llegó por su forma de tocar canciones clásicas con un estilo único. Miranda dijo que el concepto del grupo era "tomar una canción que ya ha demostrado que podría ser un éxito y darle nuestro toque".  Ese "giro" consistió en una combinación de ricas armonías en las voces y tempos alegres marcados por una percusión prominente y, a veces, una orquestación elaborada. Posteriormente, el grupo compuso sus propias canciones.
Los mayores éxitos del grupo fueron " See You in Septiembre " (1966), que fue grabado originalmente por The Tempos en 1959, y una versión de la canción de George Gershwin e Ira Gershwin, " I Got Rhythm " (1967), actualizada en el estilo musical Sunshine Pop del grupo. "See You In Septiembre" y "I Got Rhythm" estuvieron en la lista Billboard Hot 100 durante 14 semanas en 1966 y 13 semanas en 1967. Las ventas de "See You in Septiembre" y "I Got Rhythm" superaron el millón de copias, lo que les valió sendos discos de oro de la RIAA en 1969. 
El grupo tuvo nueve éxitos Billboard Hot 100 entre 1966 y 1968, incluidas versiones de " Go Away Little Girl " que había llevado a lo más alto de las listas de éxitos Steve Lawrence en 1963 y más tarde, en 1971, Donny Osmond, y " My Mammy " popularizado por Al Jolson en la década de 1920.  Ambos también lograron ventas superiores al millón de copias, lo que le valió al grupo otro par de discos de oro.  "Hare Krishna", una versión de una canción del musical Hair (1969), fue el último éxito del grupo en el Hot 100. 
La banda continúa actuando con el cantante Miranda como el único miembro original de la formación. 

## Discografía

### Álbumes
| Año  | Álbum                      | Billboard 200 | Sello              |
| ---- | -------------------------- | ------------- | ------------------ |
| 1966 | The Happenings             | 61            | B.T. Puppy Records |
| 1967 | Back to Back               | 134           | B.T. Puppy Records |
| 1968 | The Happenings Golden Hits | 156           | B.T. Puppy Records |
| 1969 | Piece of Mind              | 181           | Jubilee Records    |
| 2001 | Still Going Strong         | —             | September Records  |

### Sencillos
| Año  | Título (Cara A, Cara B)                                                         | Sello                       | Posicionamiento en listas | Posicionamiento en listas | Posicionamiento en listas | Posicionamiento en listas | Álbum                      |
| Año  | Título (Cara A, Cara B)                                                         | Sello                       | US                        | AUS                       | CAN RPM                   | UK                        | Álbum                      |
| ---- | ------------------------------------------------------------------------------- | --------------------------- | ------------------------- | ------------------------- | ------------------------- | ------------------------- | -------------------------- |
| 1966 | "Girls on the Go" b/w "Go-Go" (Non-album track)                                 | B.T. Puppy 517              | —                         | —                         | —                         | —                         | The Happenings             |
| 1966 | "See You in September" b/w "He Thinks He's a Hero" (from Back to Back)          | B.T. Puppy 520              | 3                         | 100                       | 1                         | —                         | The Happenings             |
| 1966 | "Go Away Little Girl" b/w "Tea Time"                                            | B.T. Puppy 522              | 12                        | —                         | 10                        | —                         | The Happenings             |
| 1966 | "Goodnight My Love" b/w "Lillies [sic] by Monet"                                | B.T. Puppy 523              | 51                        | —                         | 34                        | —                         | Back to Back               |
| 1967 | "I Got Rhythm" b/w "You're in a Bad Way" (Non-album track)                      | B.T. Puppy 527              | 3                         | 66                        | 1                         | 28                        | Psycle                     |
| 1967 | "My Mammy" b/w "I Believe in Nothing"                                           | B.T. Puppy 530              | 13                        | 35                        | 7                         | 34                        | Psycle                     |
| 1967 | "Why Do Fools Fall in Love" b/w "When the Summer Is Through"                    | B.T. Puppy 532              | 41                        | —                         | 56                        | —                         | Psycle                     |
| 1968 | "Music Music Music" b/w "When I Lock My Door" (from Psycle)                     | B.T. Puppy 538              | 96                        | —                         | 53                        | —                         | The Happenings Golden Hits |
| 1968 | "Randy" b/w "The Love Song of Mommy and Dad" (Non-album track)                  | B.T. Puppy 540              | 118                       | —                         | 60                        | —                         | The Happenings Golden Hits |
| 1968 | "Sealed with a Kiss" b/w "Anyway" (Non-album track)                             | B.T. Puppy 542              | —                         | —                         | —                         | —                         | The Happenings Golden Hits |
| 1968 | "Breaking Up Is Hard to Do" b/w "Anyway" (Non-album track)                      | B.T. Puppy 543              | 67                        | —                         | 48                        | —                         | The Happenings Golden Hits |
| 1968 | "Crazy Rhythm" b/w "Love Song of Mommy and Dad"                                 | B.T. Puppy 545              | —                         | —                         | —                         | —                         | Non-album tracks           |
| 1969 | "That's All I Want from You" b/w "He Thinks He's a Hero" (from Back to Back)    | B.T. Puppy 549              | —                         | —                         | —                         | —                         | Non-album tracks           |
| 1969 | "Where Do I Go / Be-In / Hare Krishna" b/w "New Day Comin'"                     | Jubilee 5666                | 66                        | 92                        | 35                        | —                         | Piece of Mind              |
| 1969 | "El Paso County Jail" b/w "Won't Anybody Listen"                                | Jubilee 5677                | —                         | —                         | —                         | —                         | Non-album tracks           |
| 1969 | "Answer Me, My Love" b/w "I Need a Woman"                                       | Jubilee 5686                | 115                       | —                         | 88                        | —                         | Non-album tracks           |
| 1970 | "Tomorrow Today Will Be Yesterday" b/w "Chain of Hands"                         | Jubilee 5698                | —                         | —                         | —                         | —                         | Non-album tracks           |
| 1970 | "Crazy Love" b/w "Chain of Hands"                                               | Jubilee 5702                | —                         | —                         | —                         | —                         | Non-album tracks           |
| 1971 | "Lullaby in the Rain" b/w "I Wish You Could Know Me (Naomi)"                    | Jubilee 5712                | —                         | —                         | —                         | —                         | Non-album tracks           |
| 1971 | "Make Your Own Kind of Music" (stereo) b/w "Make Your Own Kind of Music" (mono) | Jubilee 5721                | —                         | —                         | —                         | —                         | Non-album tracks           |
| 1972 | "Workin' My Way Back to You" b/w "Strawberry Morning"                           | Big Tree 146                | —                         | —                         | —                         | —                         | Non-album tracks           |
| 1972 | "Me Without You" b/w "God Bless Joanna"                                         | Big Tree 153                | —                         | —                         | —                         | —                         | Non-album tracks           |
| 1977 | "That's Why I Love You" b/w "Beyond the Hurt"                                   | Midland International 10897 | —                         | —                         | —                         | —                         | Non-album tracks           |
| 1977 | "Let Me Stay" b/w "Someone Special"                                             | Midland International 11127 | —                         | —                         | —                         | —                         | Non-album tracks           |